# Gourgs Blancs
Gourgs Blancs – szczyt w Pirenejach. Leży na granicy między Hiszpanią (prowincja Huesca, w regionie Aragonia) a Francją (departament Górna Garonna). Należy do podgrupy "Benasque" w Pirenejach Centralnych.